# Unione Sportiva Biellese 1929-1930
Questa pagina raccoglie i dati riguardanti l'Unione Sportiva Biellese nelle competizioni ufficiali della stagione 1929-1930.

## Stagione
Nella stagione 1929-1930 la Biellese disputa il primo campionato cadetto a girone unico a 18 squadre, disputato a livello nazionale, con 25 punti ottiene il quindicesimo posto, non sufficiente però a mantenere la prestigiosa categoria. Si lascia alle spalle tre squadre, Fiumana, Prato e Reggiana, che retrocedono in Prima Divisione con i bianconeri biellesi. Il tallone di Achille della Biellese in questo difficile torneo è stata la fragilità in trasferta, dove ha raccolto un solo punto in diciassette partite, mentre tre le mura amiche ha ottenuto un ottimo bottino di ventiquattro punti, frutto di undici vittorie e due pareggi, a fronte di quattro sconfitte.

## Rosa
| N. |                   | Ruolo | Calciatore             |
| -- | ----------------- | ----- | ---------------------- |
|    | Italia (bandiera) | P     | Bruno Agnello          |
|    | Italia (bandiera) | D     | Andrea Baggiore        |
|    | Italia (bandiera) | A     | Giovanni Chiaberto     |
|    | Italia (bandiera) | A     | Luigi Comello          |
|    | Italia (bandiera) | C     | Rinaldo Costanzo       |
|    | Italia (bandiera) | C     | Secondo Finotto (II)   |
|    | Italia (bandiera) | A     | Silvio Finotto (III)   |
|    | Italia (bandiera) | C     | Giovanni Gaia          |
|    | Italia (bandiera) | C     | Domenico Greppi        |
|    | Italia (bandiera) | A     | Natale Gruppo          |
|    | Italia (bandiera) | A     | Corrado Guglielminotti |

| N. |                   | Ruolo | Calciatore          |
| -- | ----------------- | ----- | ------------------- |
|    | Italia (bandiera) | C     | Luigi Lupo          |
|    | Italia (bandiera) | A     | Emilio Marini       |
|    | Italia (bandiera) | A     | Edmondo Martin (IV) |
|    | Italia (bandiera) | A     | Ettore Pagliano     |
|    | Italia (bandiera) | C     | Zeffirino Paulinich |
|    | Italia (bandiera) | D     | Luigi Roasio        |
|    | Italia (bandiera) | A     | Scaramuzzi          |
|    | Italia (bandiera) | A     | Nello Sticco        |
|    | Italia (bandiera) | A     | Giuseppe Tarlao     |
|    | Italia (bandiera) | A     | Severino Tibi       |
|    | Italia (bandiera) | P     | Mario Vialardi      |

## Risultati

### Serie B

#### Girone di andata
| Arbitro: | Bonello (Venezia) |

|                         |           |  |
| Villani 42’ Bertoli 50’ | Marcatori |  |

| Biella 13 ottobre 1929 2ª giornata | Biellese       | 0 – 0 referto | Novara | Campo Sportivo Rivetti\| Arbitro: \| Giulini (Lodi) \| |
| Arbitro:                           | Giulini (Lodi) |               |        |                                                        |

| Arbitro: | Garbieri (Genova) |

|  |           |             |
|  | Marcatori | 35’ Ferrero |

| Arbitro: | Scorzoni (Bologna) |

|                               |           |                |
| Greppi 30’ Guglielminotti 32’ | Marcatori | 85’ A. Bianchi |

| Monfalcone 3 novembre 1929 5ª giornata | Monfalconese CNT   | 2 – 0 A tav. referto | Biellese | Campo Costanzo Ciano\| Arbitro: \| Dall'Era (Brescia) \| |
| Arbitro:                               | Dall'Era (Brescia) |                      |          |                                                          |

| Arbitro: | Lenti (Genova) |

|            |           |            |
| Tarlao 37’ | Marcatori | 27’ Rivolo |

| Arbitro: | Tagliabue (Milano) |

|                |           |  |
| S. Ferrari 15’ | Marcatori |  |

| Arbitro: | Galassi (Torino) |

|                                                 |           |             |
| S. Finotto 48’ Comello 53’ Guglielminotti 90+1’ | Marcatori | 81’ Aigotti |

| Arbitro: | Turbiani (Ferrara) |

|                                       |           |                        |
| E. Martin 15’, 60’ Guglielminotti 23’ | Marcatori | 35’ Andrei 65’ Ghidoni |

| Arbitro: | Gonani (Ravenna) |

|                                            |           |  |
| Rastelli 25’ Bottaro 26’ Amitrano 71’, 76’ | Marcatori |  |

| Arbitro: | Tagliabue (Milano) |

|  |           |                 |
|  | Marcatori | Gallina Fossati |

| Prato 5 gennaio 1930 12ª giornata | Prato                | 0 – 0 referto | Biellese | Campo Vittorio Veneto\| Arbitro: \| Dalle Mole (Vicenza) \| |
| Arbitro:                          | Dalle Mole (Vicenza) |               |          |                                                             |

| Arbitro: | Turbiani (Ferrara) |

|                                                                  |           |  |
| Marietti 34’, 40’, 48’ Mattea 44’ Demarchi 76’ Migliavacca 90+2’ | Marcatori |  |

| Arbitro: | Sani (Ferrara) |

|                          |           |  |
| Lodi 7’ Panzeri 17’, 52’ | Marcatori |  |

| Arbitro: | U. Gama (Milano) |

|                               |           |               |
| E. Marini 40’, 42’ Gruppo 80’ | Marcatori | 59’ Locatelli |

| Arbitro: | Ferro (Milano) |

|                               |           |                  |
| Gruppo 30’ E. Marini 65’, 71’ | Marcatori | 12’, 87’ Patuzzi |

| Arbitro: | Pagnin (Treviso) |

|                          |           |  |
| Zuliani 10’ Percovig 66’ | Marcatori |  |

#### Girone di ritorno
| Arbitro: | Zorzi (Venezia) |

|                                      |           |  |
| Comello 32’ Greppi 65’ E. Martin 85’ | Marcatori |  |

| Arbitro: | Carraro (Padova) |

|             |           |  |
| Ravetta 22’ | Marcatori |  |

| Arbitro: | Biancone (Roma) |

|             |           |  |
| Ferrero 42’ | Marcatori |  |

| Arbitro: | Brunelli (Bologna) |

|                                      |           |             |
| Mion 2’ Gorini 53’ L. Montesanto 79’ | Marcatori | 31’ Comello |

| Arbitro: | Sardi (Genova) |

|                    |           |  |
| Guglielminotti 20’ | Marcatori |  |

| Arbitro: | Pessato (Monfalcone) |

|                                          |           |  |
| Stafetta 35’ Luchetti 57’ Baldinotti 87’ | Marcatori |  |

| Arbitro: | Sassi (Roma) |

|                     |           |  |
| Greppi 42’ Tibi 50’ | Marcatori |  |

| Arbitro: | Bonello (Venezia) |

|                       |           |  |
| Cidri 51’ Aliatis 70’ | Marcatori |  |

| Arbitro: | Biancone (Roma) |

|                                     |           |               |
| Savani 3’, 50’ Girino \7’, 48’, 86’ | Marcatori | 74’ E. Martin |

| Arbitro: | Melandri (Genova) |

|            |           |  |
| Gruppo 28’ | Marcatori |  |

| Arbitro: | De Crescenzo (Napoli) |

|                                |           |          |
| Castello 20’ (rig.) D. Gay 58’ | Marcatori | 77’ Lupo |

| Arbitro: | Quilleri (Brescia) |

|                                                    |           |  |
| Lupo 37’ Tarlao 44’, 60’ Tibi 56’, 70’ Comello 63’ | Marcatori |  |

| Arbitro: | Lupini (Bergamo) |

|  |           |                                        |
|  | Marcatori | 25’ Patrucchi 26’ Demarchi 35’ Gardini |

| Arbitro: | Scorzoni (Bologna) |

|  |           |                  |
|  | Marcatori | 53’ F. Simonetti |

| Arbitro: | Marchi (Bologna) |

|                                |           |         |
| Miltone 20’ (rig.) Fortina 22’ | Marcatori | 9’ Tibi |

| Arbitro: | Belloni (Milano) |

|                                                         |           |  |
| Bonesini 45’ Biagini 61’ Tommasi 74’ Favalli 75’ (rig.) | Marcatori |  |

| Arbitro: | Dall'Era (Brescia) |

|                                  |           |  |
| E. Marini 65’ Guglielminotti 80’ | Marcatori |  |

## Statistiche

### Statistiche di squadra
| Competizione | Punti | In casa | In casa | In casa | In casa | In casa | In casa | In trasferta | In trasferta | In trasferta | In trasferta | In trasferta | In trasferta | Totale | Totale | Totale | Totale | Totale | Totale | DR  |
| Competizione | Punti | G       | V       | N       | P       | Gf      | Gs      | G            | V            | N            | P            | Gf           | Gs           | G      | V      | N      | P      | Gf     | Gs     | DR  |
| ------------ | ----- | ------- | ------- | ------- | ------- | ------- | ------- | ------------ | ------------ | ------------ | ------------ | ------------ | ------------ | ------ | ------ | ------ | ------ | ------ | ------ | --- |
| Serie B      | 25    | 17      | 11      | 2       | 4       | 30      | 15      | 17           | 0            | 1            | 16           | 4            | 43           | 34     | 11     | 3      | 20     | 34     | 58     | -24 |

### Statistiche dei giocatori
| Giocatore         | Serie B  | Serie B |
| Giocatore         | Presenze | Reti    |
| ----------------- | -------- | ------- |
| B. Agnello        | 29       | -49     |
| A. Baggiore       | 23       | 0       |
| G. Chiaberto      | 3        | 1       |
| L. Comello        | 30       | 4       |
| R. Costanzo       | 2        | 0       |
| S. Finotto (II)   | 32       | 2       |
| S. Finotto (III)  | 2        | 0       |
| G. Gaia           | 13       | 0       |
| D. Greppi         | 31       | 3       |
| N. Gruppo         | 28       | 2       |
| C. Guglielminotti | 32       | 4       |
| L. Lupo           | 5        | 2       |
| E. Marini         | 6        | 5       |
| E. Martin         | 16       | 4       |
| E. Pagliano       | 2        | 0       |
| Z. Paulinich      | 24       | 0       |
| L. Roasio         | 33       | 0       |
| Scaramuzzi        | 9        | 0       |
| N. Sticco         | 3        | 0       |
| G. Tarlao         | 11       | 3       |
| S. Tibi           | 25       | 4       |
| M. Vialardi       | 4        | -7      |